# 惠士奇
惠士奇（1671年—1741年），字天牧，一字仲孺，晚号半农，人称红豆先生。江苏吴县（今屬蘇州市）人。清朝翰林、经学家。

## 生平
惠士奇爲惠周惕之子。晨夕奮志讀書，嘗於人群坐中背誦《封禪書》，不遺一字。康熙四十七年（1708年）戊子科江南鄉試第一名舉人，康熙四十八年（1709年）聯捷己丑科進士，選庶吉士，散館授翰林院编修，歷官侍读学士，曾典试湖南。康熙五十九年（1720年）出任廣東學政，提倡經學，有弟子蘇珥、何夢瑤等。累官至侍讀。
雍正五年（1727年），惠士奇因“入对不称旨”，被罚修镇江城，散尽家产，最後資金不足而停工，被削籍歸里。
乾隆元年（1736年），免除修城欠款，詔召士奇進京，先入八旗通志館充纂修，是年夏天，詔開三禮館，被列入纂修名單，次年，復官侍读，在三禮館專修《儀禮義疏》。乾隆五年，以老病告歸，乾隆六年（1741年），三月二十二日卒於家。楊超曾為其撰寫墓誌銘。《清史稿》有傳。

## 著作
惠士奇通經學，撰有《易说》、《禮說》、《春秋說》、《琴笛理數考》。

## 後代
惠士奇有子七名，以惠棟最為知名。